# Haney (Wisconsin)
Die Town of Haney ist eine von elf Towns im Crawford County im US-amerikanischen Bundesstaat Wisconsin. Im Jahr 2010 hatte die Town of Haney 309 Einwohner.
Town hat in Wisconsin eine grundlegend andere Bedeutung, als im übrigen englischsprachigen Bereich. Vielmehr entspricht sie den in den anderen US-Bundesstaaten üblichen Townships, die nach dem County die nächstkleinere Verwaltungseinheit bilden.

## Geografie
Die Town of Haney liegt im Südwesten Wisconsins und wird vom Kickapoo River durchflossen, einem rechten Nebenfluss des in den Mississippi mündenden Wisconsin River. Der Schnittpunkt der drei Bundesstaaten Wisconsin, Iowa und Minnesota befindet sich rund 40 km nordwestlich.
Die geografischen Koordinaten des Zentrums der Town of Haney sind 43°15′05″ nördlicher Breite und 90°50′16″ westlicher Länge. Sie erstreckt sich über eine Fläche von 84,7 km². 
Die Town of Haney liegt im nordöstlichen Zentrum des Crawford County und grenzt an folgende Nachbartowns:
| Town of Utica   | Village of Bell Center                      | Town of Clayton  |
| Town of Seneca  | Kompassrose, die auf Nachbargemeinden zeigt | Town of Scott    |
| Town of Eastman | Village of Steuben                          | Town of Marietta |

## Verkehr
Durch die Town führt in Nord-Süd-Richtung der Wisconsin State Highway 131. Daneben führen noch die County Highways E und S durch die Town of Haney. Alle weiteren Straßen sind untergeordnete Landstraßen sowie teils unbefestigte Fahrwege.
Mit dem Boscobel Airport befindet sich rund 20 südöstlich ein kleiner Flugplatz. Die nächsten Verkehrsflughäfen sind der Dubuque Regional Airport in Iowa (rund 110 km südlich), der La Crosse Regional Airport (rund 100 km nordnordwestlich) und der Dane County Regional Airport in Wisconsins Hauptstadt Madison (rund 140 km östlich).

## Bevölkerung
Nach der Volkszählung im Jahr 2010 lebten in der Town of Haney 309 Menschen in 127 Haushalten. Die Bevölkerungsdichte betrug 3,6 Einwohner pro Quadratkilometer. In den 127 Haushalten lebten statistisch je 2,43 Personen. 
Ethnisch betrachtet setzte sich die Bevölkerung zusammen aus 96,8 Prozent Weißen, 0,3 Prozent (eine Person) Afroamerikanern sowie 0,6 Prozent Asiaten; 2,3 Prozent stammten von zwei oder mehr Ethnien ab. Unabhängig von der ethnischen Zugehörigkeit waren 0,3 Prozent der Bevölkerung spanischer oder lateinamerikanischer Abstammung. 
20,7 Prozent der Bevölkerung waren unter 18 Jahre alt, 56,6 Prozent waren zwischen 18 und 64 und 22,7 Prozent waren 65 Jahre oder älter. 46,9 Prozent der Bevölkerung war weiblich.
Das mittlere jährliche Einkommen eines Haushalts lag bei 44.375 USD. Das Pro-Kopf-Einkommen betrug 20.187 USD. 17,4 Prozent der Einwohner lebten unterhalb der Armutsgrenze.

## Ortschaften in der Town of Haney
Neben Streubesiedlung existieren in der Town of Haney noch folgende gemeindefreie Siedlungen:
- Barnum
- Petersburg